# Christoph von Pappenheim

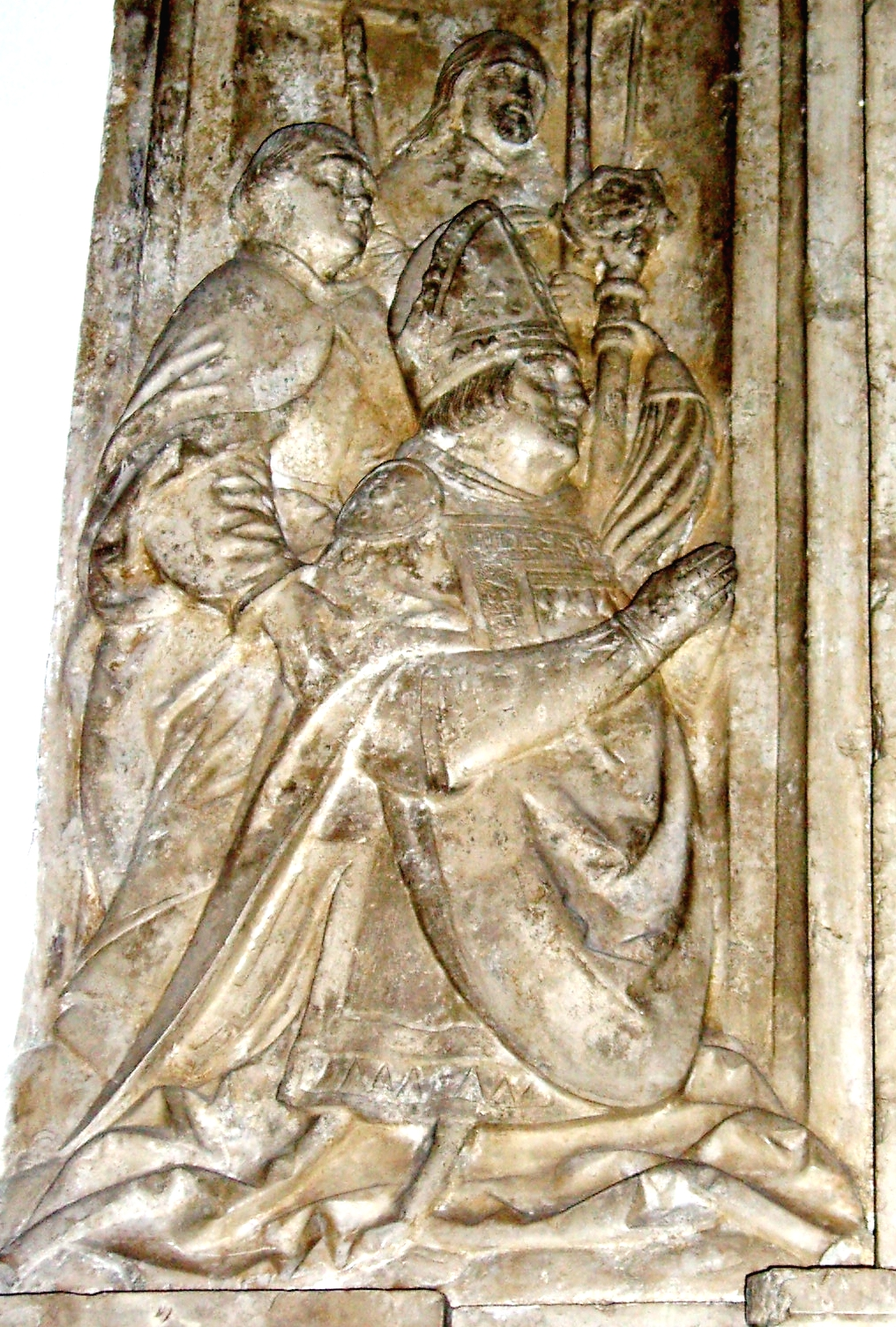
Bischof Christoph auf seinem Epitaph im Dom

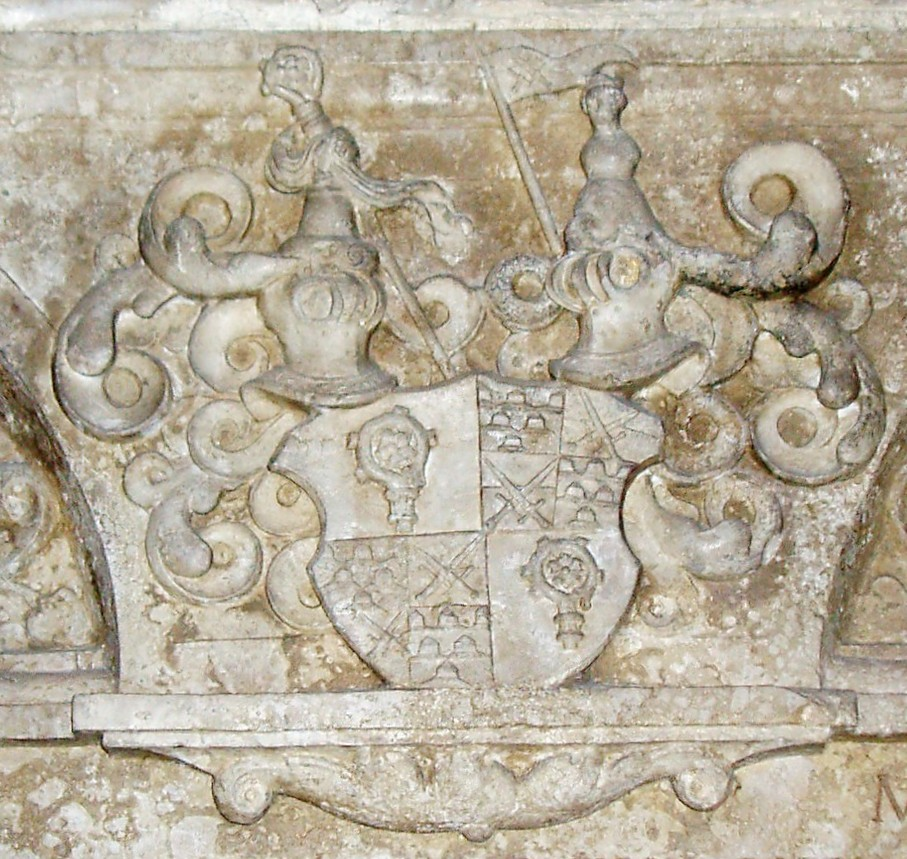
Christoph von Pappenheim, Wappen auf seinem Epitaph

Christoph von Pappenheim (* 1492; † 19. Juni 1539) war Bischof des Bistums Eichstätt und zugleich Fürstbischof des Hochstifts Eichstätt von 1535 bis 1539.

## Herkunft
Christoph stammte aus dem schwäbisch-fränkischen Adelsgeschlecht von Pappenheim. Er war der Sohn des Augsburger Landvogts, Hauptmanns und kursächsischen Rats Wilhelm I. von Pappenheim († 1508) und seiner Frau Magdalena von Rechberg († 1508) und hatte drei Brüder und eine Schwester. Aufgrund des erblichen Reichsmarschallamtes entwickelte sich das Erbamt zum Namensbestandteil. Christoph von Pappenheim wird daher auch als Christoph Marschall bzw. Marschalk von Pappenheim geführt. Der namensgebende Stammsitz ist Pappenheim mit Burg Pappenheim im Altmühltal (Pappenheim ist heute eine Stadt im mittelfränkischen Landkreis Weißenburg-Gunzenhausen). Familienmitglieder sind im Raum Eichstätt, Augsburg und Regensburg zu hohen kirchlichen Würdenträgern aufgestiegen, so Georg von Pappenheim als Bischof von Regensburg (1548–1563) und Kaspar Marschall von Pappenheim, der als Eichstätter Domherr und Onkel Christophs sehr um ihn bemüht war. Auf dessen Unterstützung hin erhielt Christoph Domkapitelsitze in Eichstätt und Konstanz. Ebenfalls auch ein Zeitgenosse Christophs ist Matthäus von Pappenheim (1458–1541).

## Wirken als Bischof
Christoph von Pappenheim wurde am 1. Dezember 1535 vom Eichstätter Domkapitel zum Nachfolger von Gabriel von Eyb gewählt, am 14. Dezember als solcher proklamiert und Ostern 1536 vom Augsburger Bischof Christoph von Stadion zum Bischof geweiht. Trotz guter Erziehung fehlte es ihm an Bildung; er war nicht einmal des Lateinischen mächtig. Er neigte zum Jähzorn. In seiner kurzen Regierungszeit kämpfte er gegen Missstände im Klerus; durch persönliches Beispiel und durch Strenge versuchte er, den Klerus anzuspornen. Beim Papst erreichte er, dass die Kanonikate am Eichstätter Willibaldschorstift nur noch durch den Eichstätter Bischof vergeben werden durften, wodurch der Bischof dort geeignete Männer einsetzen konnte. 1538 gelang es ihm, die Propstei Herrieden mit allen Einkünften und Untertanen zum bischöflichen Einkommen zu schlagen.
Als Fürstbischof verfügt Christoph von Pappenheim über ein persönliches gemehrtes Wappen. Es nimmt das Familienwappen und das Wappen des Bistums in einer Vierung im Wechsel auf. Das Bistum wird mit einem Krummstab symbolisiert. Das Familienwappen zeigt drei Reihen blau-silberner Eisenhüte (Pelzwerk oder Eisenhutfeh). 

## Epitaph
Im Dom zu Eichstätt, in der Pappenheimer Kapelle, findet sich sein Epitaph in Form eines Triptychons aus der Hand des Bildhauers Loy Hering. Thema des Mittelfeldes ist die Beweinung Christi mit den Eichstätter Diözesanheiligen; der Bischof kniet im linken Seitenfeld.